# タイム・トラベラーズ (映画)
『タイム・トラベラーズ』（The Time Travelers）は、1964年に製作されたSF映画である。核戦争により人類がほぼ滅亡してしまった未来世界をユニークに描いており、タイム・トラベルによるタイム・ループなどの哲学的な部分にも触れられている。SF映画の監督として知られるイブ・メルキオールが監督のほか、原案と脚本も手がけた。日本では劇場未公開だが『原始怪人対未来怪人』というタイトルでテレビ放映された。

## あらすじ
とある大学の施設内にある研究所で、スタイナー博士（プレストン・フォスター）をはじめとする研究員がタイム・マシンの実験を行っていた。紆余曲折を得て稼動実験を繰り返すうちに、マシンが正常に作動して彼らの前に移されたモニターに100年後の未来が映し出された。しかし、その画面には自分たちが知っている地球の姿はもはやなく、荒れ果てた荒野が果てしなく続くのみだった。装置が偶然に作動しただけのため、研究員たちは急いでその未来のデータを記録することに熱中するが、その場に居合わせたダニー（スティーヴ・フランケン）があることに気づく。それはそのモニターに映し出された映像は3-Dのようで、実際に向こう側に移動できるのだ。ダニーは探索にそのモニターを潜り抜け、ダニーを連れ戻すべく他の研究員たちも後に続く。結局最後まで残っていたキャロル（メリー・アンダース）もモニターを潜り抜けると、研究員たちの前でモニターの元いた場所の映像が突然消え去ってしまった。かくして100年後の未来に取り残された研究員たちだったが、そんな彼らの前に原始的なミュータントたちが襲い掛かる。

## キャスト
※括弧内は日本語吹替（テレビ版）
- エリク・ヴォン・スタイナー博士 - プレストン・フォスター
- スティーヴ・コナーズ博士 - フィリップ・キャリー（寺島幹夫）
- キャロル・ホワイト - メリー・アンダース（北浜晴子）
- ヴァーノ博士 - ジョン・ホイト（宮内幸平）
- ダニー・マッキー - スティーヴ・フランケン
- ウィラード - デニス・パトリック

## スタッフ
- 監督：イブ・メルキオール
- 原案・脚本：イブ・メルキオール
- 原案：デヴィッド・L・ヒューイット
- 製作：ビル・レッドリン、ほか
- 撮影：ヴィルモス・スィグモンド
- 音楽：リチャード・ラサール